# Conus ngavianus
Conus ngavianus é uma espécie de gastrópode do gênero Conus, pertencente a família Conidae.